# Anos
Anos település Franciaországban, Pyrénées-Atlantiques megyében. Lakosainak száma 178 fő (2022. január 1.). Anos Barinque és Saint-Armou községekkel határos.

## Népesség
A település népességének változása:
| Lakosok száma | 183  | 187  | 193  | 192  | 190  | 188  | 188  | 183  | 178  |
|               | 2013 | 2015 | 2016 | 2017 | 2018 | 2019 | 2020 | 2021 | 2022 |